# Concord (Carolina del Nord)
Concord és una població dels Estats Units i seu del comtat de Cabarrus a l'estat de Carolina del Nord. Segons el cens del 2008 tenia 79.673 habitants.

## Demografia
Segons el cens del 2000, Concord tenia 55.977 habitants, 20.962 habitatges i 14.987 famílies. La densitat de població era de 419 habitants per km².
Dels 20.962 habitatges en un 35,2% hi vivien nens de menys de 18 anys, en un 55,7% hi vivien parelles casades, en un 11,5% dones solteres, i en un 28,5% no eren unitats familiars. En el 23,6% dels habitatges hi vivien persones soles el 8% de les quals corresponia a persones de 65 anys o més que vivien soles. El nombre mitjà de persones vivint en cada habitatge era de 2,61 i el nombre mitjà de persones que vivien en cada família era de 3,08.
Per edats la població es repartia de la següent manera: un 26,2% tenia menys de 18 anys, un 8,9% entre 18 i 24, un 33,6% entre 25 i 44, un 20,2% de 45 a 60 i un 11,1% 65 anys o més.
L'edat mediana era de 34 anys. Per cada 100 dones de 18 o més anys hi havia 92,8 homes.
La renda mediana per habitatge era de 46.094 $ i la renda mediana per família de 53.571 $. Els homes tenien una renda mediana de 37.030 $ mentre que les dones 26.044 $. La renda per capita de la població era de 21.523 $. Entorn del 5,8% de les famílies i el 8,2% de la població estaven per davall del llindar de pobresa.

## Poblacions més properes
El següent diagrama mostra les poblacions més properes.